# Porte de Vanves (metrostation)
Porte de Vanves is een station van de metro in Parijs langs metrolijn 13 en tramlijn 3a in het 14de arrondissement.
Het station is genoemd naar een van de toegangspoorten van Parijs.

## Geschiedenis
Het station is op 21 januari 1937 geopend, als eindpunt van de toenmalige lijn 14. Op 9 november 1976 werd de lijn deel van lijn 13, na de combinering van de lijnen 13 en 14. Ook verviel op die datum de taak als eindpunt, na een verlenging naar Châtillon - Montrouge.
Sinds 16 december 2006 is er een halte van tramlijn 3.

## Ligging

### Metrostation
Het metrostation ligt onder de avenue de la Porte-de-Vanves, vlak ten noorden van de Porte de Vanves.

### Tramhalte
De tramhalte van lijn 3a ligt op de boulevard Brune.

## Aansluitingen
- RATP-busnetwerk: drie lijnen
- Noctilien: een lijnen

Noordwestelijke tak:
Les Courtilles · 
Les Agnettes · 
Gabriel Péri · 
Mairie de Clichy · 
Porte de Clichy · 
Brochant

Noordoostelijke tak: Saint-Denis - Université · 
Basilique de Saint-Denis · 
Saint-Denis - Porte de Paris · 
Carrefour Pleyel · 
Mairie de Saint-Ouen · 
Garibaldi · 
Porte de Saint-Ouen · 
Guy Môquet

Gemeenschappelijk: La Fourche · 
Place de Clichy · 
Liège · 
Saint-Lazare · 
Miromesnil · 
Champs-Élysées - Clemenceau · 
Invalides · 
Varenne · 
Saint-François-Xavier · 
Duroc · 
Montparnasse - Bienvenüe · 
Gaîté · 
Pernety · 
Plaisance · 
Porte de Vanves · 
Malakoff - Plateau de Vanves · 
Malakoff - Rue Étienne Dolet · 
Châtillon - Montrouge